# Phlogophora caesia
Phlogophora caesia là một loài bướm đêm trong họ Noctuidae.